# 奥尔特 (科罗拉多州)
奥尔特（英語：Ault），是美国科罗拉多州韦尔德县下属的一座城市。建市于1904年4月11日，面积大约为0.789平方英里（2.043平方公里）。根据2010年美国人口普查，该市有人口1,519人。2011年估计该市有人口1,555人，相比2010年人口增长率为2.37%。同时，论人口该市是科罗拉多州第122大城市。